# Daniel Salamone
Daniel Felipe Salamone (Entre Ríos; 21 de mayo de 1960) es un médico veterinario, profesor e investigador argentino que preside el Consejo Nacional de Investigaciones Científicas y Técnicas (CONICET) desde el 28 de diciembre de 2023.
Es miembro de la Academia Nacional de Agronomía y Veterinaria y de la Sociedad Internacional de Tecnología de Embriones.

## Biografía
Nació el 21 de mayo de 1960 en Entre Ríos.  Se graduó como Médico Veterinario en la Universidad de Buenos Aires. Realizó un curso de posgrado en Japón, una maestría en la Universidad de Saskatchewan de Canadá y se doctoró en Biotecnología y Biomedicina en la Universidad de Massachusetts de Estados Unidos.
Es director del Laboratorio de Biotecnología Animal de la Facultad de Agronomía de la Universidad de Buenos Aires y fue profesor de cursos y seminarios de Biotecnología en universidades.
Desde 1985 está involucrado en la investigación con embriones. Participó en la creación del primer ternero de fecundación in vitro en la Argentina y los primeros bovinos clonados en América del Sur en 2001 y un caballo clonado en 2010. Con la empresa NewOrgans produjo cinco cerdos editados genéticamente con la potencialidad de ser usados para trasplante.

### Presidente del CONICET
Desde el 28 de diciembre de 2023 se desempeña como presidente del CONICET durante la presidencia de Javier Milei. Su designación se dio en el marco de un plan de austeridad económica del gobierno. Su primeras decisiones al frente del Directorio fueron reducir la planta de personal y postergar el anuncio de nuevas becas doctorales, posdoctorales y promociones. En marzo de 2024, acompañó la decisión del Jefe de Gabinete, Nicolás Posse, de recortar el 20% de la planta administrativa del CONICET, enfrentando la oposición del directorio del organismo, el sindicato ATE, la Unión Industrial Argentina y la Sociedad Rural Argentina.
Las medidas de recorte presupuestario del organismo le valieron una carta firmada por 68 premios Nobel y un artículo de la revista Nature, en donde denuncian el desfinanciamiento del organismo.